# Abgasnutzung auf Schiffen
Die Abgasnutzung auf Schiffen wurde, ausgehend von steigenden Brennstoffpreisen und unter Einbeziehung der Investitionskosten, Zinsen und Personalkosten, in den vergangenen 50 Jahren in mehreren Phasen vorangebracht.

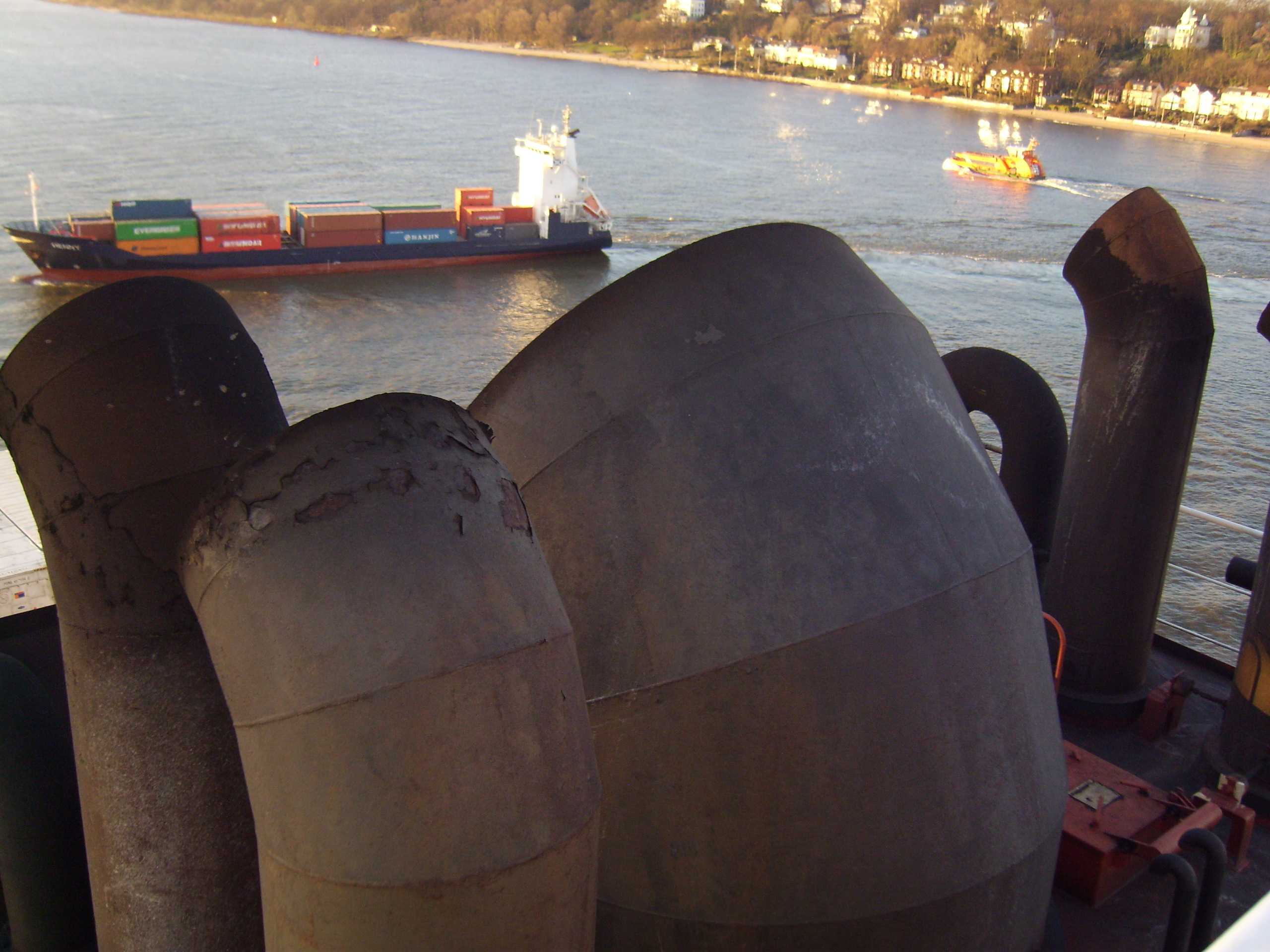
Abgasrohre eines Containerschiffes

## Einleitung

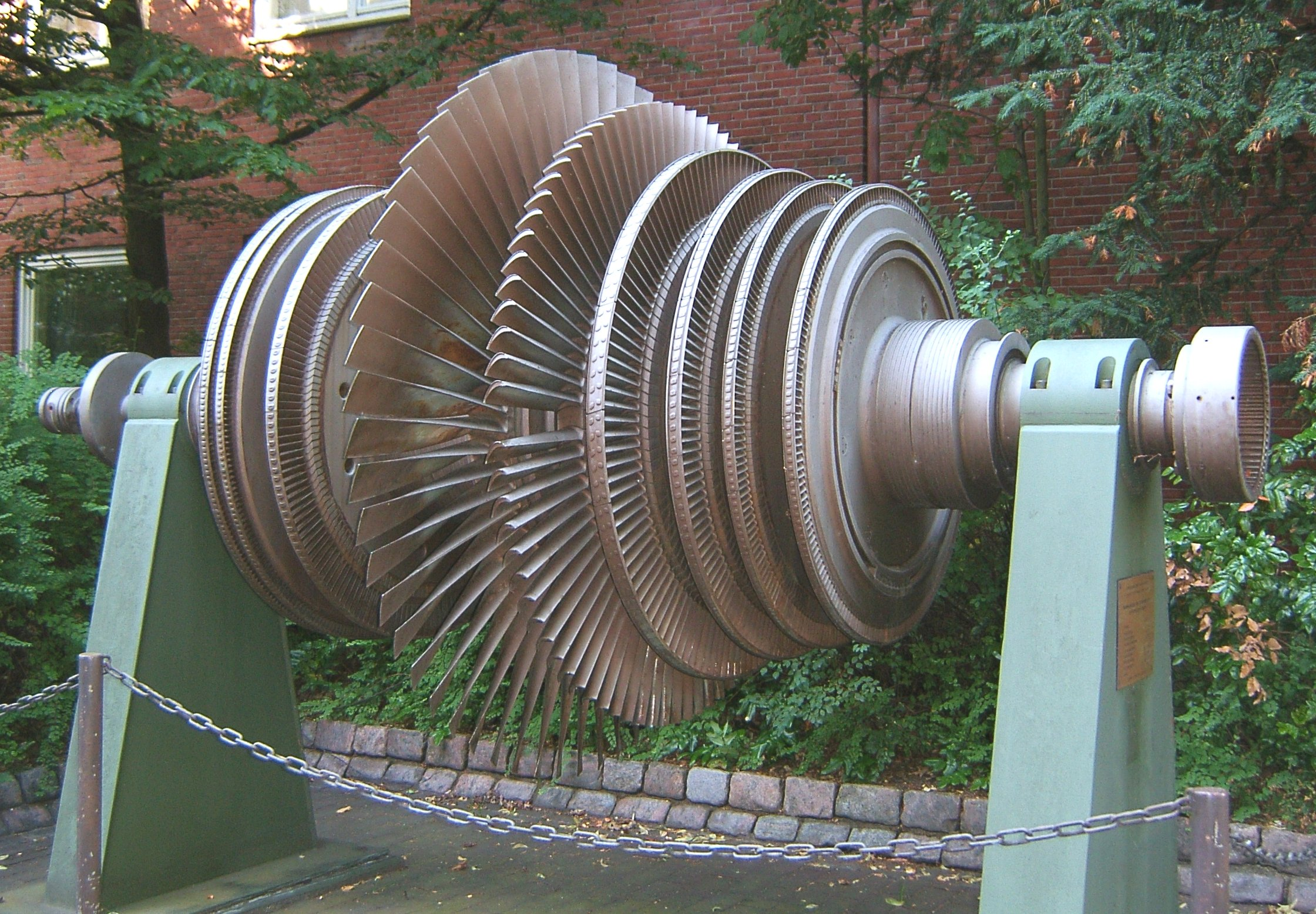
Rotor einer Schiffsdampfturbine

Mit der Indienststellung der ersten Motorschiffe in den Jahren 1910 bis 1914 trat die Seeschifffahrt in eine Entwicklungsphase, die bis heute nicht abgeschlossen ist. Die im Vergleich zur Dampfmaschine doppelt so gute Brennstoffausnutzung von rund 30 %, der Raumgewinn durch Wegfall der Dampfkessel und Kohlebunker, die schnelle Betriebsbereitschaft, erheblich weniger Maschinenpersonal und die einfache, saubere Brennstoffübernahme waren überzeugend. Inzwischen verbrannten auch die Dampfkessel größerer Schiffe Öl, die Kohlentrimmer und viele Heizer wurden auch auf Dampfern eingespart. Die Belästigung der Passagiere an Deck durch Rauch und Asche aus dem Schornstein hatte ein Ende. Dieselmotoren wurden auch für große und leistungsstarke Passagierschiffe eingesetzt. Hier sei als Beispiel die Monte-Klasse der Hamburg-Süd genannt. Hinter diesen Motoren befanden sich Abgaskessel, die Dampf zur Klimatisierung, Warmwassererzeugung aber auch zum Antrieb vieler Hilfsmaschinen wie Verdichter und Pumpen lieferten.
Beim Einsatz von Dieselmotoren wurden jedoch nur langsam Fortschritte erzielt, bis zum Schluss dienten Dampfturbinen als Antrieb schneller Atlantik-Liner. Obwohl der Dieselmotor den Brennstoff im Vergleich zur Dampfturbine etwa doppelt so gut ausnutzte, setzte er sich erst Anfang der 1950er Jahre endgültig durch. Die Dampfkessel konnten inzwischen schlechtere und billigere zähflüssige Heizöle verbrennen, die Diesel benötigten hingegen das bessere und teure Dieselöl.

## Dampf zur Brennstoffvorwärmung

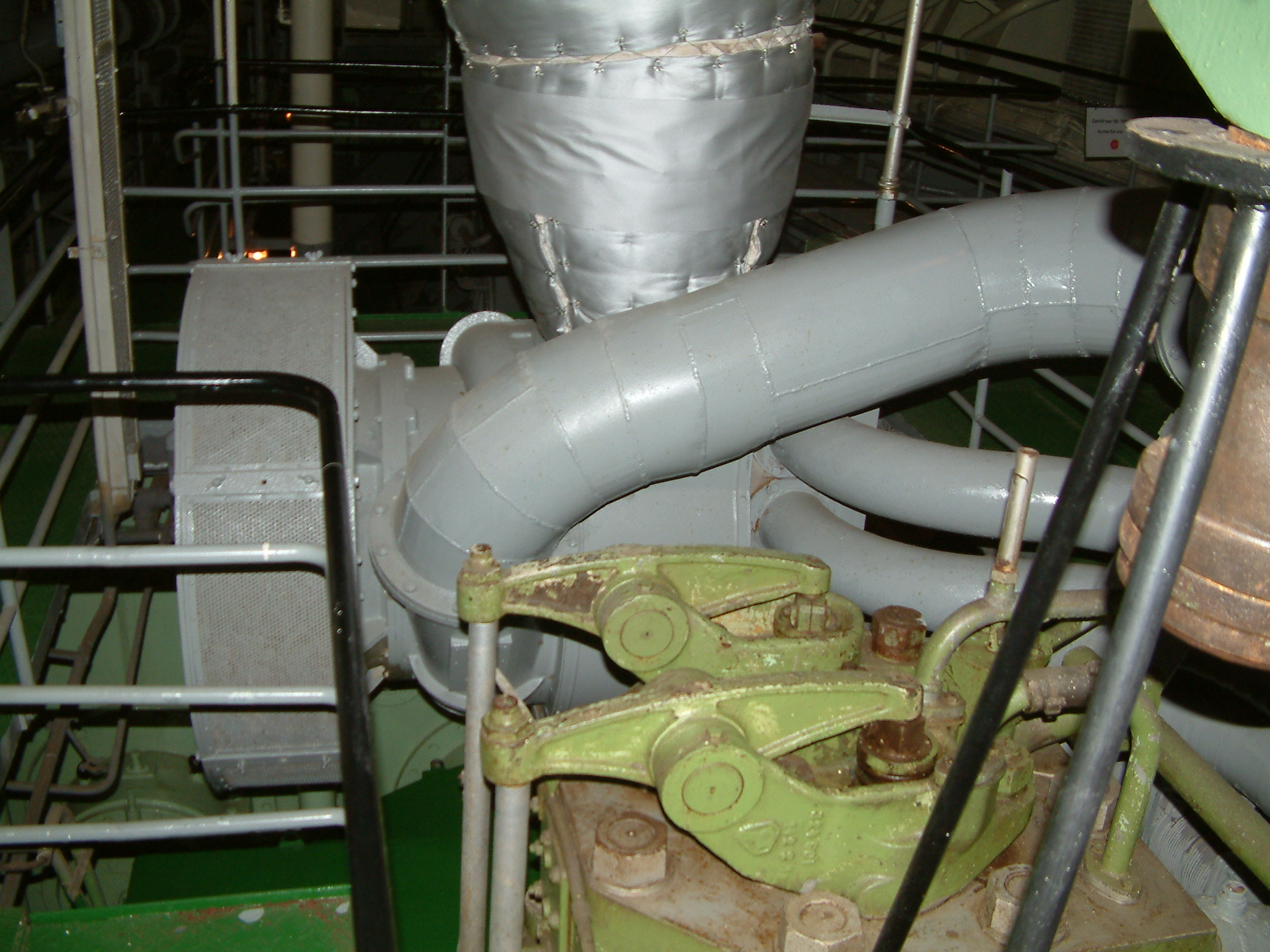
Abgasturbolader eines Schiffsmotors (4T)

Der weltweite Erfolg wurde in den 1950er Jahren möglich, als die inzwischen haushohen Zweitakt-Dieselmotoren ebenfalls mit billigem „Schweröl“ betrieben werden konnten. Dazu wurden zusätzliche Systeme (Filter, Separatoren) zur Reinigung und Aufheizung des Schweröles bis auf 140 °C nötig. Jetzt eroberten die Dieselmotoren die Frachtschifffahrt, die Leistungen der Motoren wurden immer weiter gesteigert. Waren es 1950 maximal 15.000 kW pro Motor wurden 50 Jahre später, zur Jahrtausendwende, fast 75.000 kW erreicht. Inzwischen werden auch die größten und stärksten neuen Frachtschiffe, die Tanker, Bulker und Containerschiffe mit Dieselantrieb gebaut. Die Motorenanlagen ermöglichen eine Brennstoffausnutzung bis 50 %. Die Abwärmeausnutzung des Abgases zur Dampferzeugung zur Brennstoffvorwärmung, Wohnraumheizung, Klimatisierung und Trinkwassererzeugung erbringen zusätzliche 15–20 %.

## Hohe Ölpreise forcieren die Abgasnutzung

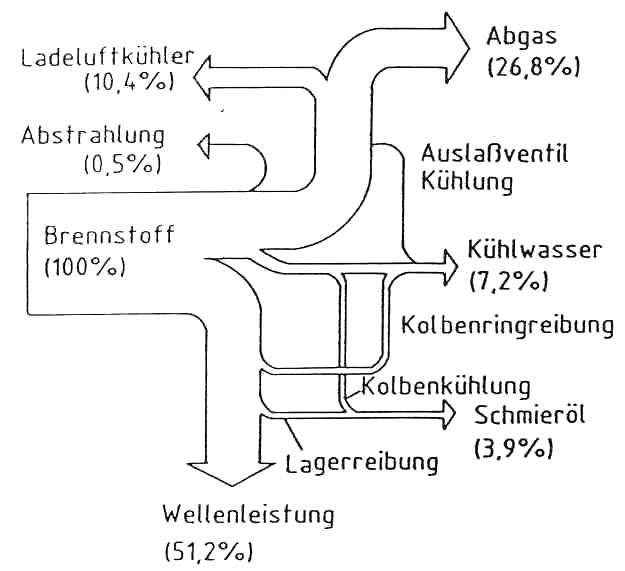
Sankey-Diagramm für einen Schiffsdiesel

Auch die Hilfsdiesel zur elektrischen Energieerzeugung werden heute vorwiegend mit Schwerölen betrieben. Ausgehend von steigenden Brennstoffpreisen und unter Einbeziehung der Investitionskosten, Zinsen und Personalkosten wurde die Abwärmenutzung in den vergangenen 50 Jahren mehrfach weit vorangetrieben. In diesen Phasen wurden spezielle Themen wie Auslegung, Optimierung, Heizflächenverschmutzung und die Regelung untersucht und mit dem Gleitdruck wurde das Selbstregelverhalten optimiert. Damit kann die vom Dieselmotor abhängige Dampfproduktion dem Bedarf mit einfachen Mitteln angepasst werden.
Bei sinkenden Brennstoffpreisen wurde die Abwärmenutzung jedoch auch wieder reduziert, da die Investitionen sich dann nicht mehr „rechneten“. Bei größeren Motorleistungen ist eine elektrische Energieauskopplung sinnvoll, dafür wurden in der Vergangenheit verschiedene Schaltungen ausgeführt. Die durch den Irakkrieg 2003 ausgelösten erheblichen Ölpreiserhöhungen haben den Schwerölpreis von 60–100 $/t bis 2008 auf 280–350 $/t gesteigert. Das führt bei den Reedern und Werften erneut zu Überlegungen, wieder Abgas- und Dampfturbogeneratoren für Neubauten einzusetzen.

## Abgaskessel

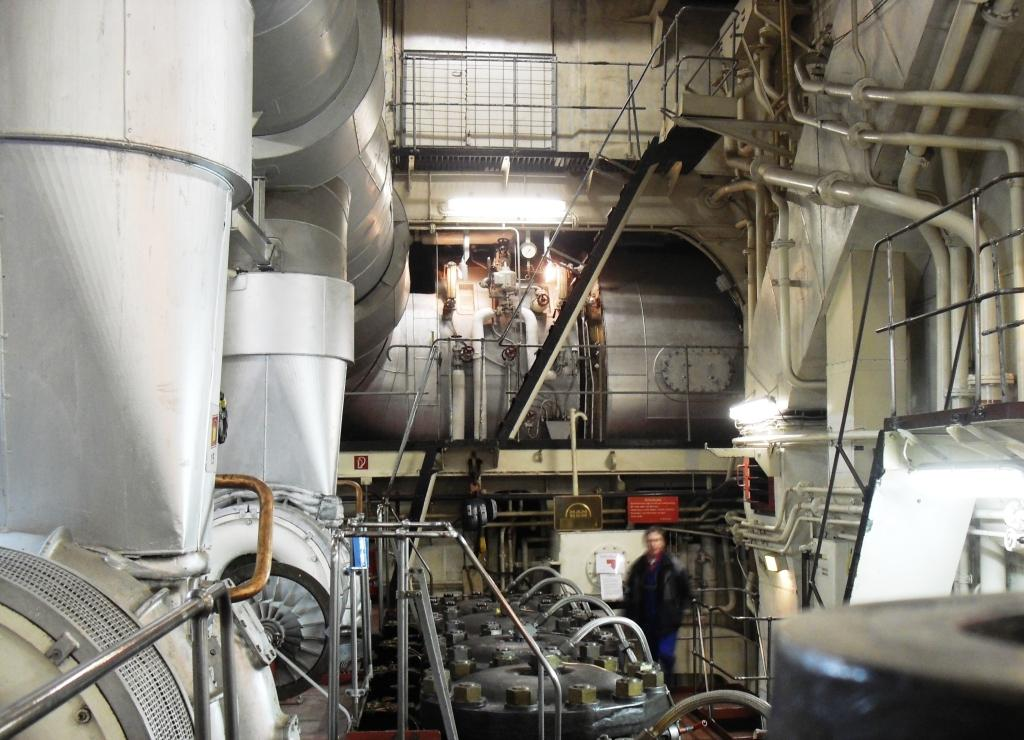
Blick von der Zylinderstation auf den liegenden Abgaskessel im hinteren mittleren Teil des Schiffsmaschinenraumes

Die Abgaskessel zur Heizdampferzeugung werden in der Regel im Druckbereich von 5–9 bar, vorwiegend als Rauchrohrkessel, ausgeführt. Wasserrohrkessel finden ebenfalls eine breite Anwendung, wogegen Rippenrohrkessel auf Grund der Verschmutzungsprobleme durch den Schwerölbetrieb nur noch eine untergeordnete Rolle spielen. Eine neue Entwicklung im Dampfkesselbau, die Anwendung oberflächenstrukturierter Rohre, wird zurzeit in Fachkreisen diskutiert. Sie könnten die Baugrößen und Gewichte von Abgas- und Hilfskesseln verringern und auch die Investitionskosten reduzieren. Eine ungelöste Frage ist hier die Heizflächenverschmutzung, die bei der Anwendung der Rippenrohrkessel große Probleme bereitet. Die Wärmeübertragung erfolgt überwiegend durch Konvektion, der Strahlungsanteil ist gering. Nach der Art der Rauchgasführung wird unterschieden zwischen den Rauchrohr- und Wasserrohrkesseln.

## Rauchrohrkessel
Bei den Rauchrohrkesseln werden die Motorabgase durch vertikal angeordnete Rohre geführt und geben einen Teil der Abgasenergie durch das Rohrmaterial an das die Rohre umschließende Wasser ab. Das Verhältnis der Wassermasse zum stündlich erzeugten Dampfmassenstrom beträgt etwa 5–10 t Wasser/t Dampf. Daraus ergibt sich eine große Speichermasse mit einer großen Unempfindlichkeit gegen Änderungen der Leistungszufuhr auf der Abgasseite und der Leistungsabnahme durch die Dampfverbraucher.

## Wasserrohrkessel

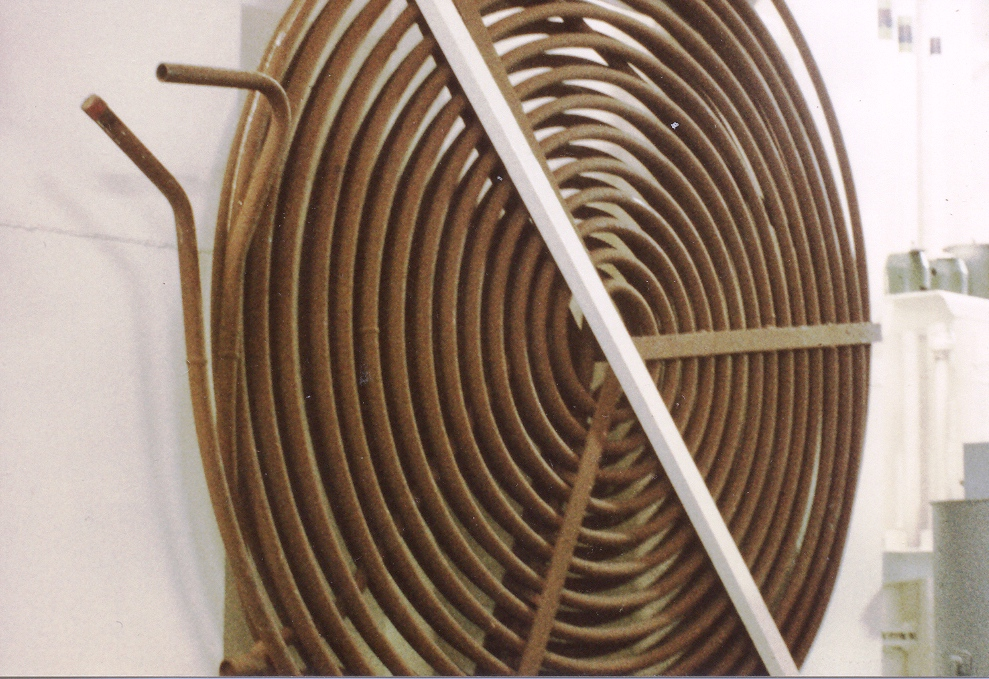
La-Mont-Abgaskessel (Wasserrohrkessel) eine Rohrschlange als Reserve

Bei den Wasserrohrkesseln (z. B. La-Mont-Kessel, benannt nach Walter Douglas La Mont) wird das Wasser durch die waagerecht angeordneten Glatt- oder seltener Rippenrohre geführt, der Abgasstrom ist senkrecht dazu gerichtet. Die Verteiler- und Sammlerrohre für die parallel geschalteten Rohre werden je nach Bauart senkrecht oder waagerecht geführt und enden in der Ausdampftrommel.
Die der Hauptmaschine nachgeschalteten Abgaskessel dürfen die von den Motorherstellern vorgegebenen abgasseitigen Druckverluste (100–300 mm WS) nicht überschreiten. Durch die heute verwendeten stark schwefelhaltigen Brennstoffe soll die Abgastemperatur nach dem Kessel die Taupunkttemperatur (Anhaltswerte 150–180 °C) nicht unterschreiten. Daher wird bei der Auslegung mit der unteren Abgastemperatur von 180–200 °C gearbeitet.

## Gesamtsystem des Dampfkreislaufes

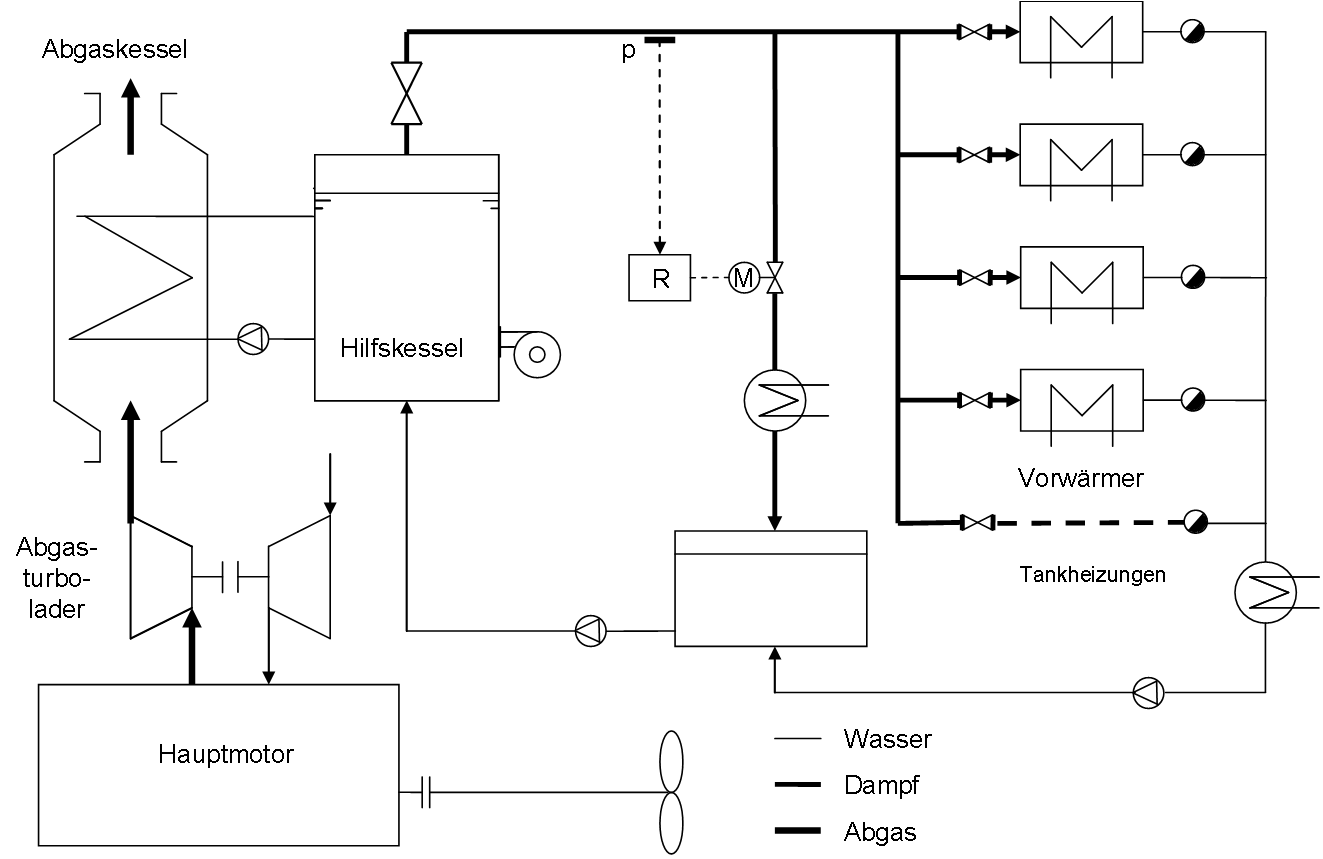
Dampferzeuger und Dampfverbraucher, Heizdampfsystem eines Schiffes

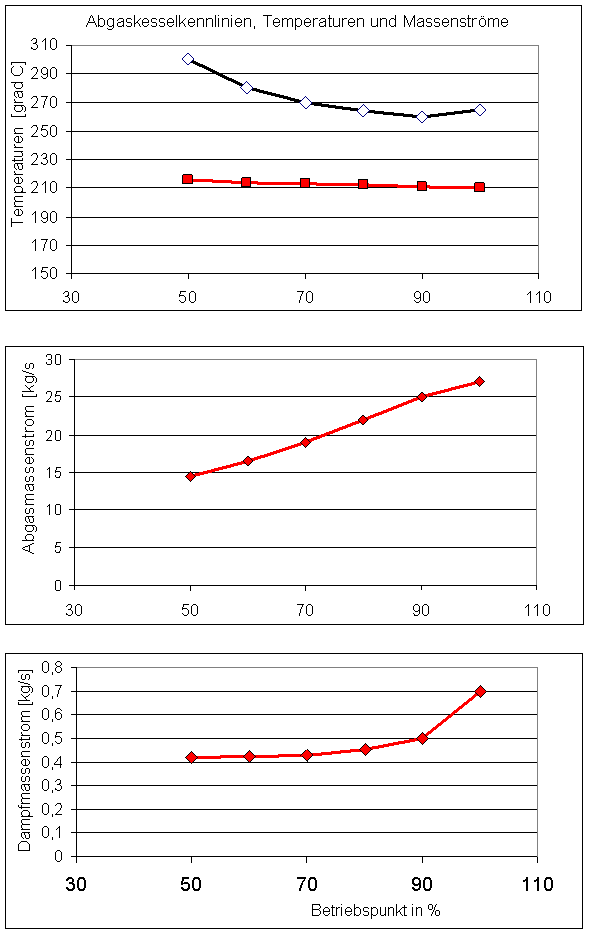
Kennlinien eines Abgaskessel über der Motorlast in Prozent

Die Abgase werden vom Motor über die Abgasturbolader durch den Abgaskessel (hier als Wasserrohrkessel skizziert) geleitet und übertragen hier einen Teil der Abgasenergie in das Umwälzwasser des Abgaskessels. In dem geschlossenen Dampf-Kondensat-System wird das Wasser im Erzeugerkreislauf von einer Kreiselpumpe umgewälzt, damit erfolgt der Energietransport vom Abgaskessel zum Hilfskessel. Der ölgefeuerte Hilfskessel dient im Seebetrieb somit als Ausdampfbehälter und Dampfsammler für den Abgaskessel. Er erzeugt im Revier- und Hafenbetrieb mit der Ölfeuerung den benötigten Heizdampf. Im Seebetrieb wird der Hilfskessel abhängig vom Dampfdruck zu- oder abgeschaltet und sorgt damit im automatischen Schiffsbetrieb für eine kontinuierliche Versorgung des Heizdampfsystems. Damit ist nur eine eingeschränkte Redundanz gegeben. 

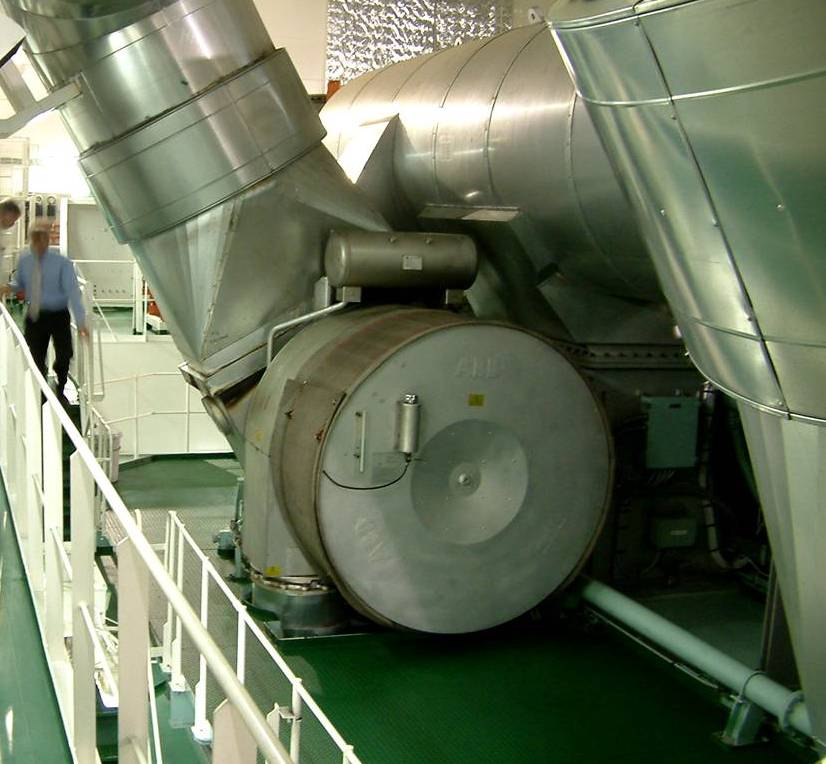
Abgasturbolader zur Aufladung des Hauptmotors

Der Verbraucherkreislauf bedient die Heizdampfverbraucher, deren Dampfbedarf sich abhängig von den Umwelt- und Betriebsbedingungen einstellt. Die Vorwärmer und Tankheizungen übertragen die Verdampfungsenthalpie an das aufzuheizende Medium. Die den Dampfverbrauchern nachgeschalteten Kondensatableiter bewirken eine vollständige Abgabe der Verdampfungsenthalpie, da nur das Kondensat durchströmen kann. Übersteigt die im Abgaskessel erzeugte Dampfmenge den Bedarf, dann wird die überschüssige Dampfmenge in einem Überschusskondensator niedergeschlagen. Der Dampfmassenstrom durch den Überschusskondensator wird mit dem Dampfüberschussventil eingestellt, welches von dem Überschussregler abhängig vom Betriebsdruck angesteuert wird. Damit wird der obere Dampfdruck im Normalbetrieb geregelt. Das Kondensat aus dem Überschusskondensator und von den Hilfsdampfverbrauchern fließt über einen Kondensator und Kondensatpumpe in den Speisewassertank. Von hier aus wird das Speisewasser abhängig vom Hilfskesselwasserstand mit der Speisepumpe in den Hilfskessel zurück gepumpt.

## Einfluss des Motors auf die erzeugte Dampfmenge
Der Einfluss des Hauptmotors ist unter konstruktiven, betrieblichen und umweltbedingten Gesichtspunkt zu betrachten. Die in der Vergangenheit erzielten Steigerungen des thermischen Wirkungsgrades bewirkten eine Senkung der Abgastemperatur und des spezifischen Abgasmassenstromes. In Kennlinien werden die Daten eines Abgaskessels  über der bezogenen Motorleistung (Zweitaktmotor) aufgetragen. Diese Werte, die Abgastemperaturen vor und nach Abgaskessel und der Abgasmassenstrom, gelten nur für stationäre Betriebspunkte. 
Die Umwelteinflüsse wirken auf das betrachtete System durch die Luft- und Wassertemperaturen. Niedrige Luft- und Seewassertemperaturen erhöhen die Verluste in Bunkern und Brennstofftanks und über die sinkende Abgastemperatur verringert sich der im Abgaskessel erzeugte Dampfmassenstrom.
Neue Vorschriften werden zukünftig neben innermotorischen Maßnahmen eine Abgasnachbehandlung erfordern, die sich auf eine Reduzierung der erzeugten Dampfmenge auswirken wird. Die SCR Katalysatoren (Selective Catalyt Reduction) zur Absenkung der NOx-Werte und auch die Entschwefelungsanlagen zur Minderung des Schwefeldioxids senken die nutzbare Abgastemperatur.

## Heizdampfverbraucher

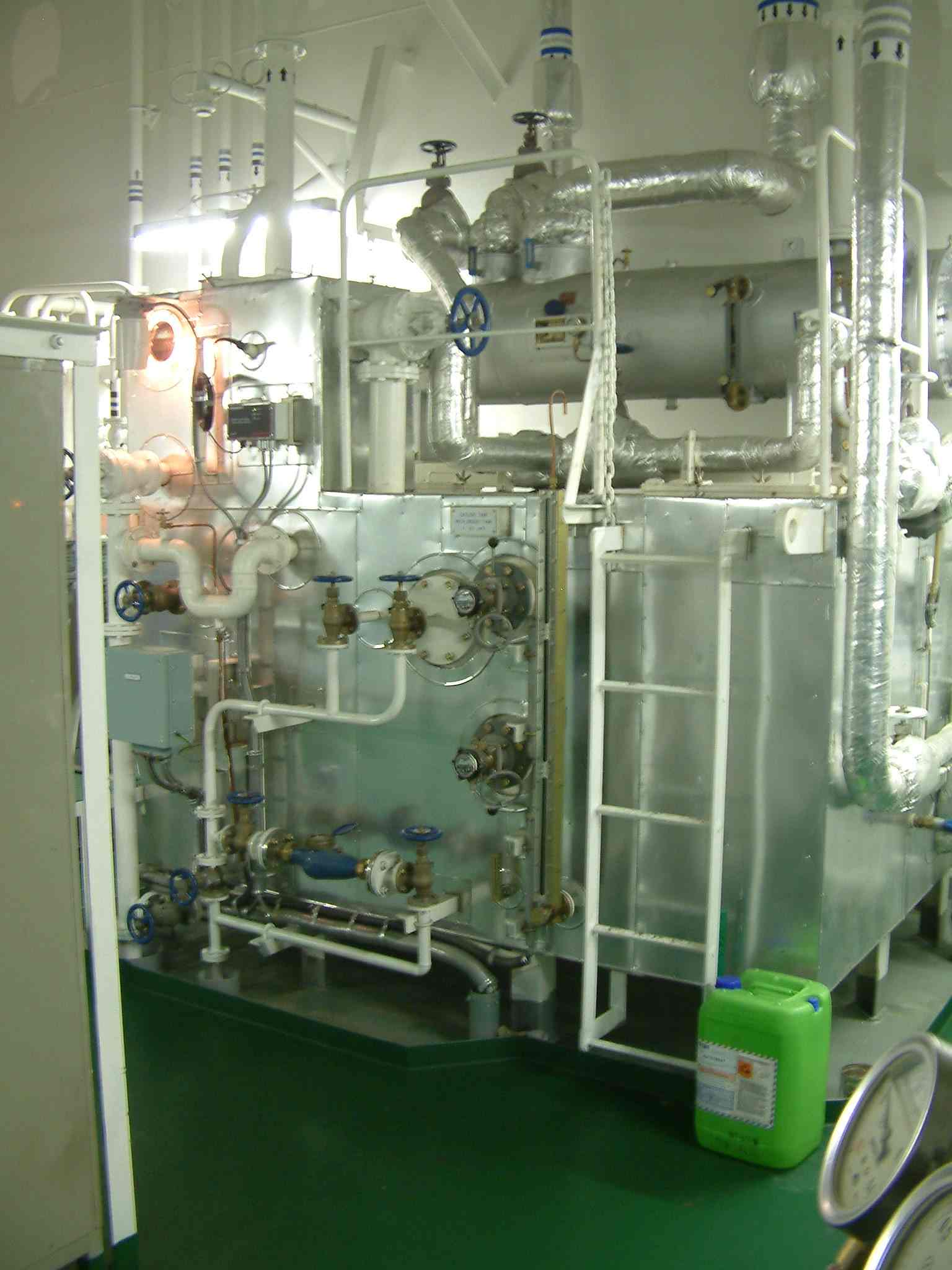
Speisewassertank zur Wasserversorgung des Kessels

Die konsequente Erhöhung des Gesamtwirkungsgrades der Schiffsantriebsanlage hat besonders in der jüngeren Vergangenheit bei vielen Schiffen dazu geführt, möglichst alle Wärmeverbraucher durch Abwärmeenergie zu versorgen. Der Großteil der Wärmeverbraucher wird durch Dampf (seltener Thermoöl oder elektrische Energie) beheizt, einige wenige durch Kühlwasser aus dem Hochtemperatursystem.
Zur Ermittlung des gesamten Dampfbedarfs als Grundlage für die Auslegung des Abgas- und des Hilfskessels wird eine Dampfbilanz erstellt, worin alle Dampfverbraucher berücksichtigt werden.
Die Dampfbilanz enthält den Bedarf der Hilfsdampfverbraucher abhängig von der Betriebsart:
1. Seebetrieb, stationärer Dauerbetrieb der Hauptmaschine
2. Hafenbetrieb,	kein Betrieb der Hauptmaschine
3. Revierbetrieb, veränderlicher Hauptmaschinenbetrieb

Reduzierung des Heizdampfbedarfs
Zur Reduzierung der Brennstoffkosten des Gesamtsystems wurden neben den passiven Maßnahmen zur Minderung des Heizdampfverbrauches durch
- Hochbunker statt Doppelbodenbunker
- bessere Isolierung
- Anwendung von Kühlwasser zur Bunkerheizung

## Elektrische Energieerzeugung aus der Abgaswärme

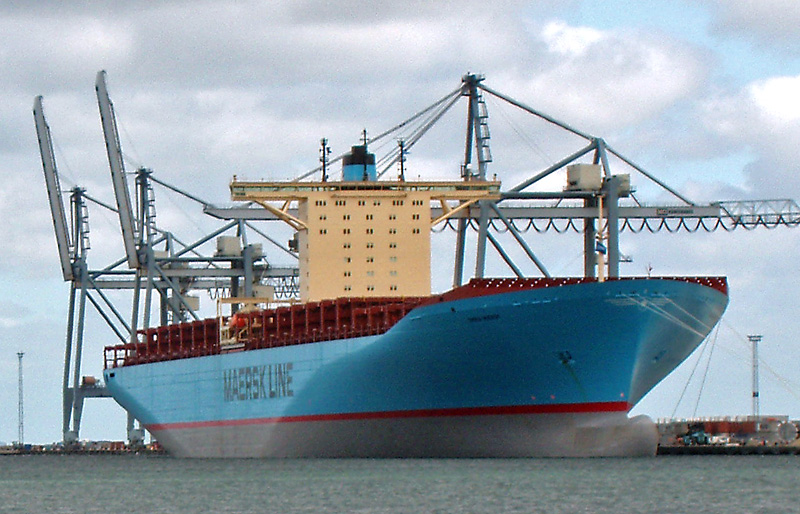
Diese Schiffsklasse nutzt die Abgase durch Abgasnutzturbinen und Dampfturbinen zur Stromerzeugung

Ein Teil des Dampfes wird auf einigen Schiffen durch Einsatz von Dampfturbinen zusätzlich zur Stromerzeugung genutzt. Dem Abgasturbolader parallel geschalteten Abgasnutzturbinen werden zur weiteren Abgasausnutzung eingesetzt, um elektrische Energie zu erzeugen. Bei der Dienstgeschwindigkeit der Schiffe erzeugen die vom Dampf des Abgaskessels angetriebenen Dampfturbinen und vom Abgas angetriebenen Abgasnutzturbinen weit mehr Strom, als benötigt wird. Daher werden auf diesen Schiffen im Wellenstrang kombinierte Wellengeneratoren und Elektromotoren angeordnet, die überschüssige E-Leistung an den Propeller abgeben. Derartige Anlagen sind zum Beispiel auf den Containerschiffen der Emma-Mærsk-Klasse zu finden.
Die betriebsbedingten Einflüsse ergeben sich aus den Brennstoffpreisen und den jeweiligen Kapazitäten des Schiffsladeraumes. Abhängig davon wählt der Reeder oder Charterer bei der Auslegung der Schiffe die Geschwindigkeit, die die Motorleistung und damit die Abgasparameter am stärksten beeinflussen. Dieser Zusammenhang lässt sich aus den Abgaskesselkennlinien erkennen. Der Teillastbetrieb kann die Heizflächenverschmutzung erhöhen und den Wärmedurchgang verringern mit der Folge geringerer Dampferzeugung. Das wirkt über den erhöhten Gegendruck Leistung mindernd auf den Motor zurück.